# International Champions Cup 2013
Navigation
Édition suivante
L'International Champions Cup 2013 est la première édition du tournoi de pré-saison de football. Sept clubs européens et un nord-américain s'y affrontent afin d'accéder à la finale. Ce tournoi se déroule du 27 juillet 2013 au 7 août 2013 dans différentes villes des États-Unis ainsi qu'en Espagne. Le Real Madrid gagne la finale 3-1 face à Chelsea FC.

## Participants
| Équipe                | Association | Ligue               |
| --------------------- | ----------- | ------------------- |
| Chelsea FC            | UEFA        | Premier League      |
| Everton FC            | UEFA        | Premier League      |
| Real Madrid           | UEFA        | Liga BBVA           |
| Valence CF            | UEFA        | Liga BBVA           |
| Galaxy de Los Angeles | CONCACAF    | Major League Soccer |
| AC Milan              | UEFA        | Serie A             |
| Inter Milan           | UEFA        | Serie A             |
| Juventus              | UEFA        | Serie A             |

## Stades
| États-Unis                   | États-Unis                       | États-Unis                    | États-Unis                   | États-Unis                    | États-Unis                    | Espagne                          |
| East Rutherford              | Indianapolis                     | Los Angeles                   | Miami Gardens                | Phoenix                       | San Francisco                 | Valence                          |
| ---------------------------- | -------------------------------- | ----------------------------- | ---------------------------- | ----------------------------- | ----------------------------- | -------------------------------- |
| MetLife Stadium              | Lucas Oil Stadium                | Dodger Stadium                | Sun Life Stadium             | University of Phoenix Stadium | AT&T Park                     | Estadio de Mestalla              |
|                              |                                  |                               |                              |                               |                               |                                  |
| 40° 48′ 49″ N, 74° 04′ 28″ O | 39° 45′ 36,2″ N, 86° 09′ 49,7″ O | 34° 04′ 25″ N, 118° 14′ 24″ O | 25° 57′ 29″ N, 80° 14′ 20″ O | 33° 31′ 39″ N, 112° 15′ 45″ O | 37° 46′ 43″ N, 122° 23′ 21″ O | 39° 28′ 28,76″ N, 0° 21′ 30,1″ O |

## Format
Les huit équipes sont réparties en deux groupes de quatre équipes. Le vainqueur du premier match de chaque groupe affronte le vainqueur de l'autre premier match du groupe, tandis que les deux perdants s'affrontent afin d'accéder à un match pour la cinquième place. Le vainqueur du deuxième match de groupe se retrouve en finale.
Dans le cadre de cette compétition, il ne peut y avoir de match nul. Ainsi, si à la fin du temps réglementaire, les deux équipes sont à égalité, il n'y a pas de prolongation mais une séance de tirs au but pour désigner le vainqueur du match.
Lors de la phase de poule, les points pour le classement sont attribués de la sorte :
- victoire : 3 pts
- défaite aux tirs au but : 1 pt
- défaite avant la fin du temps réglementaire : 0 pt.

En cas d'égalité de points entre deux équipes, le résultat du face-à-face les départagent.

## Groupe Ouest

### Classement
| Rang | Équipe                | Pts | J | G | Gt | Pt | P | Bp | Bc | Diff |
| ---- | --------------------- | --- | - | - | -- | -- | - | -- | -- | ---- |
| 1    | Real Madrid           | 6   | 2 | 2 | 0  | 0  | 0 | 5  | 2  | +3   |
| 2    | Galaxy de Los Angeles | 3   | 2 | 1 | 0  | 0  | 1 | 4  | 4  | 0    |
| 3    | Everton FC            | 2   | 2 | 0 | 1  | 0  | 1 | 2  | 3  | -1   |
| 4    | Juventus              | 1   | 2 | 0 | 0  | 1  | 1 | 2  | 4  | -2   |

### Premier tour
| 31 juillet 2013 | Juventus                                                   | 1 - 1 5 - 6 t. a. b. | Everton FC                                                        |                                                                           |                                                                           |
| 20h00 (UTC-7)   | Asamoah 80e                                                |                      | 61e Mirallas                                                      | AT&T Park, San Francisco Spectateurs : 22 208 Arbitrage : Ricardo Salazar | AT&T Park, San Francisco Spectateurs : 22 208 Arbitrage : Ricardo Salazar |
| 20h00 (UTC-7)   | Rapport                                                    |                      |                                                                   | AT&T Park, San Francisco Spectateurs : 22 208 Arbitrage : Ricardo Salazar | AT&T Park, San Francisco Spectateurs : 22 208 Arbitrage : Ricardo Salazar |
| 20h00 (UTC-7)   | Matri · Asamoah · Vučinić · Vidal · Pirlo · Motta · Peluso | Tirs au but 5 - 6    | Osman · Barkley · Mirallas · Jagielka · Oviedo · Stones · Coleman | AT&T Park, San Francisco Spectateurs : 22 208 Arbitrage : Ricardo Salazar | AT&T Park, San Francisco Spectateurs : 22 208 Arbitrage : Ricardo Salazar |

| 1er août 2013 | Real Madrid                    | 3 - 1 | Galaxy de Los Angeles |                                                                                     |                                                                                     |
| 19h30 (HNR)   | Di María 15e · Benzema 51e 74e |       | 63e Villarreal        | University of Phoenix Stadium, Phoenix Spectateurs : 38 922 Arbitrage : Juan Guzman | University of Phoenix Stadium, Phoenix Spectateurs : 38 922 Arbitrage : Juan Guzman |
| 19h30 (HNR)   | Rapport                        |       |                       | University of Phoenix Stadium, Phoenix Spectateurs : 38 922 Arbitrage : Juan Guzman | University of Phoenix Stadium, Phoenix Spectateurs : 38 922 Arbitrage : Juan Guzman |

### Deuxième tour - Premier tour perdants
| 3 août 2013   | Juventus  | 1 - 3 | Galaxy de Los Angeles                  |                                                                               |                                                                               |
| 19h30 (UTC-7) | Matri 39e |       | 36e Gonzalez · 60e Donovan · 89e Keane | Dodger Stadium, Los Angeles Spectateurs : 40 681 Arbitrage : Baldomero Toledo | Dodger Stadium, Los Angeles Spectateurs : 40 681 Arbitrage : Baldomero Toledo |
| 19h30 (UTC-7) | Rapport   |       |                                        | Dodger Stadium, Los Angeles Spectateurs : 40 681 Arbitrage : Baldomero Toledo | Dodger Stadium, Los Angeles Spectateurs : 40 681 Arbitrage : Baldomero Toledo |

### Deuxième tour - Premier tour vainqueurs
| 3 août 2013   | Everton FC  | 1 - 2 | Real Madrid            |                                                                               |                                                                               |
| 17h00 (UTC-7) | Jelavić 61e |       | 17e Ronaldo · 31e Özil | Dodger Stadium, Los Angeles Spectateurs : 40 681 Arbitrage : Matthew Foerster | Dodger Stadium, Los Angeles Spectateurs : 40 681 Arbitrage : Matthew Foerster |
| 17h00 (UTC-7) | Rapport     |       |                        | Dodger Stadium, Los Angeles Spectateurs : 40 681 Arbitrage : Matthew Foerster | Dodger Stadium, Los Angeles Spectateurs : 40 681 Arbitrage : Matthew Foerster |

## Groupe Est

### Classement
| Rang | Équipe      | Pts | J | G | Gt | Pt | P | Bp | Bc | Diff |
| ---- | ----------- | --- | - | - | -- | -- | - | -- | -- | ---- |
| 1    | Chelsea FC  | 6   | 2 | 2 | 0  | 0  | 0 | 4  | 0  | +4   |
| 2    | AC Milan    | 3   | 2 | 1 | 0  | 0  | 1 | 2  | 3  | -1   |
| 3    | Valence CF  | 3   | 2 | 1 | 0  | 0  | 1 | 5  | 2  | +3   |
| 4    | Inter Milan | 0   | 2 | 0 | 0  | 0  | 2 | 0  | 6  | -6   |

### Premier tour
| 27 juillet 2013 | AC Milan                  | 2 - 1 | Valence CF |                                                                                   |                                                                                   |
| 17h00 (HAEC)    | Robinho 22e · De Jong 38e |       | 53e Parejo | Estadio de Mestalla, Valence Spectateurs : 17 000 Arbitrage : Carbonell Hernández | Estadio de Mestalla, Valence Spectateurs : 17 000 Arbitrage : Carbonell Hernández |
| 17h00 (HAEC)    | Rapport                   |       |            | Estadio de Mestalla, Valence Spectateurs : 17 000 Arbitrage : Carbonell Hernández | Estadio de Mestalla, Valence Spectateurs : 17 000 Arbitrage : Carbonell Hernández |

| 1er août 2013 | Chelsea FC                    | 2 - 0 | Inter Milan    |                                                                                |                                                                                |
| 20h00 (HNE)   | 13e Oscar · 29e (pen.) Hazard |       | 59e Campagnaro | Lucas Oil Stadium, Indianapolis Spectateurs : 41 983 Arbitrage : Ismail Elfath | Lucas Oil Stadium, Indianapolis Spectateurs : 41 983 Arbitrage : Ismail Elfath |
| 20h00 (HNE)   | Rapport                       |       |                | Lucas Oil Stadium, Indianapolis Spectateurs : 41 983 Arbitrage : Ismail Elfath | Lucas Oil Stadium, Indianapolis Spectateurs : 41 983 Arbitrage : Ismail Elfath |

### Deuxième tour - Premier tour perdants
| 4 août 2013 | Valence CF                               | 4 - 0 | Inter Milan |                                                                                 |                                                                                 |
| 16h00 (HNE) | Banega 7e · Viera 34e 90e · Oliveira 56e |       |             | MetLife Stadium, East Rutherford Spectateurs : 39 764 Arbitrage : Mark Kadlecik | MetLife Stadium, East Rutherford Spectateurs : 39 764 Arbitrage : Mark Kadlecik |
| 16h00 (HNE) | Rapport                                  |       |             | MetLife Stadium, East Rutherford Spectateurs : 39 764 Arbitrage : Mark Kadlecik | MetLife Stadium, East Rutherford Spectateurs : 39 764 Arbitrage : Mark Kadlecik |

### Deuxième tour - Premier tour vainqueurs
| 4 août 2013 | AC Milan | 0 - 2 | Chelsea FC                     |                                                                                      |                                                                                      |
| 18h30 (HNE) |          |       | 29e De Bruyne · 90+2e Schürrle | MetLife Stadium, East Rutherford Spectateurs : 39 764 Arbitrage : Jose Carlos Rivera | MetLife Stadium, East Rutherford Spectateurs : 39 764 Arbitrage : Jose Carlos Rivera |
| 18h30 (HNE) | Rapport  |       |                                | MetLife Stadium, East Rutherford Spectateurs : 39 764 Arbitrage : Jose Carlos Rivera | MetLife Stadium, East Rutherford Spectateurs : 39 764 Arbitrage : Jose Carlos Rivera |

## Phase finale

### Match pour la septième place
| 6 août 2014 | Juventus                                                                                           | 2 - 2 8 - 9 t. a. b. | Inter Milan                                                                                         |                                                                                  |                                                                                  |
| 18h30 (HNE) | Vidal 45e (pen.)                                                                                   |                      | 29e Álvarez                                                                                         | Sun Life Stadium, Miami Gardens Spectateurs : 38 513 Arbitrage : Hilario Grajeda | Sun Life Stadium, Miami Gardens Spectateurs : 38 513 Arbitrage : Hilario Grajeda |
| 18h30 (HNE) | Rapport                                                                                            |                      | | Sun Life Stadium, Miami Gardens Spectateurs : 38 513 Arbitrage : Hilario Grajeda | Sun Life Stadium, Miami Gardens Spectateurs : 38 513 Arbitrage : Hilario Grajeda |
| 18h30 (HNE) | Giovinco · Marchisio · Llorente · Pirlo · Vidal · Ogbonna · Cáceres · Chiellini · De Ceglie · Isla | Tirs au but 8 - 9    | Guarín · Ranocchia · Álvarez · Icardi · Belfodil · Olsen · Andreolli · Pereira · Jonathan · Carrizo | Sun Life Stadium, Miami Gardens Spectateurs : 38 513 Arbitrage : Hilario Grajeda | Sun Life Stadium, Miami Gardens Spectateurs : 38 513 Arbitrage : Hilario Grajeda |

### Match pour la cinquième place
| 6 août 2013 | Everton FC | 0 - 1 | Valence CF |                                                                               |                                                                               |
| 21h00 (HNE) |            |       | 52e Michel | Sun Life Stadium, Miami Gardens Spectateurs : 38 513 Arbitrage : Alan Chapman | Sun Life Stadium, Miami Gardens Spectateurs : 38 513 Arbitrage : Alan Chapman |
| 21h00 (HNE) | Rapport    |       |            | Sun Life Stadium, Miami Gardens Spectateurs : 38 513 Arbitrage : Alan Chapman | Sun Life Stadium, Miami Gardens Spectateurs : 38 513 Arbitrage : Alan Chapman |

### Match pour la troisième place
| 7 août 2013 | Galaxy de Los Angeles | 0 - 2 | AC Milan                  | Sun Life Stadium, Miami Gardens            |                                            |
| 18h30 (HNE) |                       |       | 17e Balotelli · 40e Niang | Spectateurs : 67 273 Arbitrage : Ted Unkel | Spectateurs : 67 273 Arbitrage : Ted Unkel |
| 18h30 (HNE) | Rapport               |       |                           | Spectateurs : 67 273 Arbitrage : Ted Unkel | Spectateurs : 67 273 Arbitrage : Ted Unkel |

### Finale
| 7 août 2013 | Real Madrid                   | 3 - 1 | Chelsea FC  | Sun Life Stadium, Miami                          |                                                  |
| 21h00 (HNE) | Marcelo 14e · Ronaldo 31e 57e |       | 17e Ramires | Spectateurs : 67 273 Arbitrage : Edvin Jurisevic | Spectateurs : 67 273 Arbitrage : Edvin Jurisevic |
| 21h00 (HNE) | Rapport                       |       |             | Spectateurs : 67 273 Arbitrage : Edvin Jurisevic | Spectateurs : 67 273 Arbitrage : Edvin Jurisevic |

## Classement des buteurs
| Rang | Nom               | Équipe      | Buts |
| ---- | ----------------- | ----------- | ---- |
| 1    | Cristiano Ronaldo | Real Madrid | 3    |
| 2    | Jonathan Viera    | Valence CF  | 2    |
| 2    | Karim Benzema     | Real Madrid | 2    |